# Elvis Cezar
Elvis Leonardo Cezar (Carapicuíba, 8 de junho de 1976), mais conhecido como Elvis Cezar, é um advogado e político brasileiro, filiado ao Republicanos.
Foi vereador (2009-2014) e prefeito de Santana de Parnaíba, na Região Metropolitana de São Paulo, por dois mandatos(2014-2021), sendo eleito novamente ao mesmo cargo nas eleições de 2024, sendo o atual prefeito da cidade. Foi presidente do Consórcio Intermunicipal da Região Oeste Metropolitana de São Paulo (Cioeste) e do Conselho de Desenvolvimento da Região Metropolitana de São Paulo.Em 2022 tentou ser governador de São Paulo (estado) pelo Partido Democrático Trabalhista mas não conseguiu chegar ao segundo turno com aproximadamente 1% dos votos.

## Biografia
Formou-se em Direito pela Universidade Paulista (campus Alphaville) e fez parte do escritório de advocacia para a vida política, onde já militava ao lado do seu pai, Marmo Cezar, desde a adolescência. É casado com Selma Cezar e pai de um filho, Caio.

## Trajetória
Disputou sua primeira eleição em 2008, aos 32 anos, sendo eleito vereador de Santana de Parnaíba com a maior votação (3.114, 6,54% dos votos válidos) já conquista ao cargo na cidade. Foi reeleito em 2012 com votação maior (3.719, 6,6% dos votos válidos) e assumiu a presidência da Câmara de Vereadores. Em maio de 2013, o então prefeito Marmo Cezar, pai de Elvis, teve o seu registro de candidatura cassado pelo Tribunal Superior Eleitoral ao ser enquadrado na Ficha Limpa, fazendo com que Elvis assumisse de maneira interina a prefeitura até a realização de eleições suplementares, em 1º de dezembro de 2013, quando foi eleito ao conquistar 68,37% dos votos válidos.
No início de 2022, Elvis Cezar deixa o PSDB, onde esteve por 19 anos, e se filia ao PDT, ao ser convidado pelo presidente nacional da sigla, Carlos Lupi, e pelo ex-ministro Ciro Gomes, para concorrer ao governo do estado de São Paulo pelo partido. Teve a candidatura ao Palácio dos Bandeirantes oficializada em 4 de agosto.
Foi eleito novamente prefeito de Santana de Parnaíba nas eleições de 2024, com 53.756 votos, 70,82% do total, estando filiado ao partido Republicanos. 

## Controvérsias

### Cassação como Vereador
Em maio de 2012, seu mandato de vereador foi cassado em virtude de uma acusação de quebra de decoro parlamentar, após ter sido denunciado em um esquema de compra de votos. Sob efeito de liminar, conseguiu concorrer para um segundo mandato na Câmara Municipal, sendo reeleito novamente como o mais votado do município. Em 2013, com sua posse como presidente da Câmara Municipal, a nova composição da casa emitiu novo decreto legislativo que revogou a cassação.
Nas eleições suplementares de 2013, sua candidatura foi contestada na Justiça Eleitoral, mas o registro foi deferido em primeira instância. Um recurso foi apresentado ao TRE-SP, mas em conformidade com a legislação eleitoral, o candidato realizou todos os atos relativos à campanha eleitoral e foi eleito, apesar de a PRE/SP manifestar-se pelo indeferimento do registro de candidatura de Elvis Cezar. O procurador regional eleitoral substituto Paulo Thadeu Gomes da Silva explicou que ele, enquanto vereador, teve seu mandato cassado por quebra de decoro parlamentar e a revogação do decreto que cassou o mandato de Elvis em 2012 foi um manifesto casuísmo e que não deveria ser considerado para fins de configuração de inelegibilidade. O TRE-SP acolheu o parecer da PRE/SP e o tornou inelegível nos termos do artigo 1º, I, b da LC 64/90, e, assim, indeferiu seu registro de candidatura e cassou o seu mandato. Derrotado na segunda instância, Elvis Cezar entrou com recurso especial e permaneceu como chefe do poder executivo, governando a cidade como Presidente da Câmara até dezembro de 2014. Em 31 de dezembro de 2014, o ministro do Tribunal Superior Eleitoral Dias Toffoli publicou uma decisão liminar que suspendeu a cassação do registro de candidatura de Elvis até que o recurso especial fosse julgado pelo TSE. Em sua decisão, o magistrado alegou que a medida visava evitar a instabilidade política no município, que teria seu terceiro prefeito em três anos, visto que Ronaldo Santos (PSB) havia sido eleito para a presidência da Câmara para o biênio 2015-2016. Desta forma, Elvis foi diplomado como prefeito. Em 27 de agosto de 2015, o plenário do TSE rejeitou a cassação da candidatura, validando o resultado da eleição suplementar de 2013.

## Prêmios
- Melhor Gestão Pública do Brasil em 2021 pelo índice CLP (Centro de Liderança Pública).[21]

- Melhor Sustentabilidade Fiscal em 2020 pelo índice CLP (Centro de Liderança Pública).[22]

- Melhor Administração Pública em 2019 pelo índice Firjan.[23]

- 2ª melhor Gestor Público do Brasil em 2016 pelo Conselho Federal de Administração.[24]